# HD28217
HD28217 — подвійна зоря. 
Ця подвійна система має видиму зоряну величину в смузі V приблизно 6,0.
Вона розташована на відстані близько 486,8 світлових років від Сонця.

## Подвійна зоря
Головна зоря цієї системи належить до хімічно пекулярних зір й має спектральний клас B8.
В той же час спектральний клас іншої компоненти залишається  ще не визначеним.

## Пекулярний хімічний вміст
HD28217 належить до ртутно-манганових зір й її зоряна атмосфера має підвищений вміст Hg та Mn.